# 絕地戰將
《絕地戰將》（英語：On Deadly Ground）是一部1994年美國動作冒險片，史蒂芬·席格的導演處女作，也是唯一執導作。電影由席格、米高·肯恩、陳沖和約翰·C·麥金利主演，劇情講述一名消防兼井噴菁英（席格飾演）逃過死劫後，決定反擊對環境造成破壞的無情前老闆（肯恩飾演）。
電影1994年2月18日在美國上映，差評如潮，獲金酸莓獎六項提名，其中席格贏得金酸莓獎最差導演。

## 演員
- 史蒂芬·席格飾演佛雷斯特·塔夫托（Forrest Taft）
- 米高·肯恩飾演麥可·詹寧斯（Michael Jennings）
- 陳沖飾演瑪蘇（Masu）
- 約翰·C·麥金利飾演麥格魯德（MacGruder）
- 罗纳德·李·艾尔米飾演史東（Stone）
- 莎莉·夏塔克（英语：Shari Shattuck）飾演萊爾絲（Liles）
- 比利·鮑伯·松頓飾演荷馬·卡爾頓（Homer Carlton）
- 理查德·漢密爾頓（英语：Richard Hamilton (actor)）飾演休·帕爾默（Hugh Palmer）
- 歐文·布林克酋長（Chief Irvin Brink）飾演思洛克（Silook）
- 約翰·特魯德爾（英语：John Trudell）飾演約翰尼·雷德費瑟（Johnny Redfeather）
- 麥克·史塔爾（英语：Mike Starr (actor)）飾演「大麥克」麥克（Mike 'Big Mike'）
- 史文-歐爾·托爾森（英语：Sven-Ole Thorsen）飾演奧托（Otto）
- 巴特熊（英语：Bart the Bear）飾演熊

## 票房
《絕地戰將》在美國和加拿大票房達3860萬美元，加上國際市場收入，全球總票房超過7810萬美元，對比5000萬美元的預算差強人意。

## 外部連結
- 互联网电影数据库（IMDb）上《絕地戰將》的资料（英文）
- AllMovie上《絕地戰將》的资料（英文）
- TCM电影资料库上《絕地戰將》的资料（英文）
- Box Office Mojo上《絕地戰將》的資料（英文）